# Liste der Staatsoberhäupter von Guinea
Dies ist eine Liste der Staatsoberhäupter von Guinea seit der Unabhängigkeit vom 2. Oktober 1958.

## Liste der Amtsinhaber
| Nr. | Bild      | Name (Lebensdaten)                 | Amtsbezeichnung                                            | Amtszeit              | Amtszeit          | Partei  |
| Nr. | Bild      | Name (Lebensdaten)                 | Amtsbezeichnung                                            | Beginn                | Ende              | Partei  |
| --- | --------- | ---------------------------------- | ---------------------------------------------------------- | --------------------- | ----------------- | ------- |
| –   |           | Ahmed Sékou Touré (1922–1984)      | Präsident des Regierungsrates                              | 2. Oktober 1958       | 8. Januar 1961    | PDG-RDA |
| 1   | Präsident | Ahmed Sékou Touré (1922–1984)      | 8. Januar 1961                                             | 26. März 1984 (†)     |                   | PDG-RDA |
| –   |           | Louis Lansana Béavogui (1923–1984) | Übergangspräsident (gleichzeitig auch Premierminister)     | 27. März 1984         | 3. April 1984     | PDG-RDA |
| –   |           | Lansana Conté (1934–2008)          | Vorsitzender des Militärkomitees der Nationalen Erneuerung | 3. April 1984         | 5. April 1984     | Militär |
| 2   | Präsident | Lansana Conté (1934–2008)          | 5. April 1984                                              | 22. Dezember 2008 (†) | PUP               |         |
| –   |           | Aboubacar Somparé (1944–2017)      | Übergangspräsident (als Präsident der Nationalversammlung) | 22. Dezember 2008     | 23. Dezember 2008 | PUP     |
| –   |           | Moussa Dadis Camara (* 1964)       | Präsident des Nationalrats für Demokratie und Entwicklung  | 24. Dezember 2008     | 21. Dezember 2010 | Militär |
| –   |           | Sékouba Konaté (* 1964)            | Übergangspräsident (de facto)                              | 5. Dezember 2009      | 21. Dezember 2010 | Militär |
| 3   |           | Alpha Condé (* 1938)               | Präsident                                                  | 21. Dezember 2010     | 5. September 2021 | RPG     |
| -   |           | Mamady Doumbouya (* 1980)          | Vorsitzender des nationalen Entwicklungsrates              | 5. September 2021     | 1. Oktober 2021   | Militär |
| 4   | Präsident | Mamady Doumbouya (* 1980)          | 1. Oktober 2021                                            | amtierend             | Militär           |         |